# Lucihormetica luckae

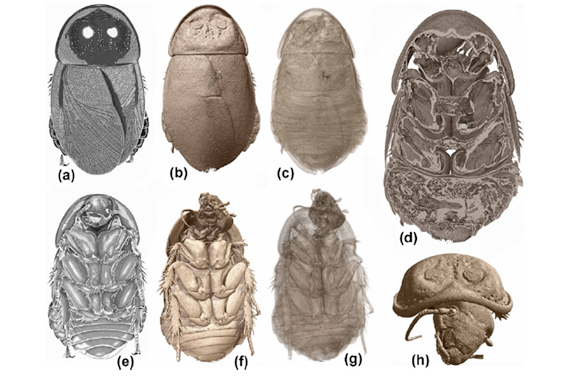
Diverse Ansichten und Schnitt von Lucihormetica luckae

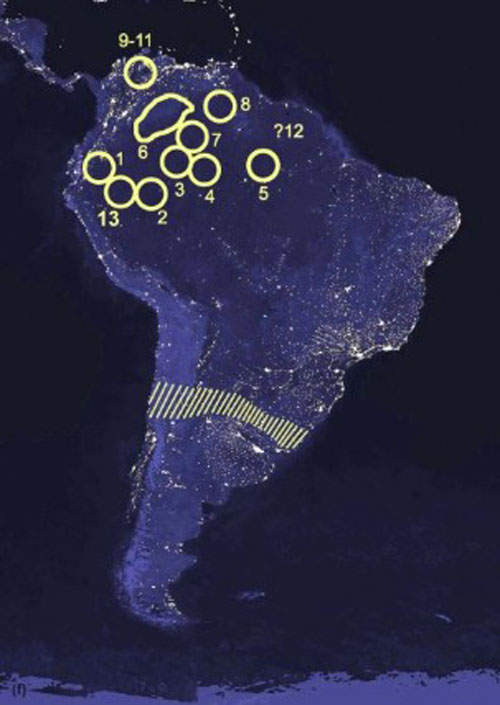
Fundort von Lucihormetica luckae (1), sowie Verbreitungsgebiet weiterer biolumineszenter Schaben.

Lucihormetica luckae ist eine Schabe aus der Familie Blaberidae. Sie zählt zu den 13 bisher (Stand 2012) entdeckten Schaben, die zur Biolumineszenz befähigt sind; als einzige dieser Arten ist sie in Ecuador beheimatet. Sie imitiert mit ihrem Leuchten die giftigen Schnellkäfer der Gattung Pyrophorus. Die Art wurde seit ihrer Entdeckung im Jahr 1939 nicht mehr wiedergefunden. Der Ausbruch des Tungurahua im Dezember 2010 zerstörte das Gebiet um den Entdeckungsort, weswegen man davon ausgeht, dass die Art ausgestorben ist. Es kann jedoch nicht ausgeschlossen werden, dass der Grund des Aussterbens Lichtverschmutzung ist, da der nächtliche Himmel über dem Fundort zwar auch heute noch dunkel ist, jedoch von lichtverschmutzten Bereichen in Entfernung von wenigen Dutzend Kilometern umgeben ist. Sämtliche bekannten anderen biolumineszenten Schabenarten kommen im Wesentlichen nur in Lebensräumen mit sehr dunklem Nachthimmel vor.

## Merkmale
Die Schabe hat eine Körperlänge von etwa 24 Millimetern und eine Breite von etwa 14 Millimetern und ist damit nur etwa halb so groß wie die übrigen Arten der Gattung Lucihormetica. Sie trägt aber wie alle Arten dieser Gattung am Pronotum zwei auffällige Leuchtorgane. Diese messen etwa 1,8 Millimeter im Durchmesser. Nahe dem rechten Leuchtorgan befindet sich asymmetrisch angeordnet ein weiteres kleines Leuchtorgan mit nur 0,25 Millimetern Durchmesser. Außerdem fluoreszieren große Teile des Körpers, wie etwa die Beine oder die Flügel. Diese Körperteile leuchten jedoch viel schwächer als die Leuchtorgane und enthalten auch kein Luciferin. Wie sonst nur Lucihormetica grossei und Lucihormetica amazonica hat die Art einen stark gewölbten Körper mit langen Vorderflügeln, die den gesamten Körper überdecken. Von ihrer Schwesterart, L. amazonica, unterscheidet sie sich in einem weniger stark dreieckig ausgeprägten Kopf, weniger deutlich ausgebildeten Tuberkel auf dem Pronotum und einer weniger auffälligen Körperfarbe. L. grossei hat dunkler gefärbte basale Vorderflügel und ein ebenso gefärbtes Pronotum, das zudem zwei blasse Flecken an der Basis trägt. Für Lucihormetica luckae ist außerdem charakteristisch, dass bei den männlichen Fortpflanzungsorganen das Sklerit L3 ausgebildet ist, das im Schnitt rund ist und außerdem einen Haken vom Typ „hla“ besitzt. Die Art ist in ihrer Erscheinung asymmetrisch. Dies zeigt sich nicht nur am kleinen, nur rechts ausgebildeten Leuchtorgan, sondern auch am diagonal über den Körper laufenden dunklen Streifen.
Die Mundwerkzeuge sind schräg nach unten-hinten gerichtet (hypognath). Der Kopf ist mit 4,5 mal 4,1 Millimeter mäßig groß und trägt schlanke, nur 0,25 bis 0,38 Millimeter dicke Fühler. Die ersten drei Fühlerglieder sind mit 0,9, 0,2 und 0,6 Millimetern Länge verhältnismäßig kurz. Die Maxillarpalpen sind kurz und kräftig und tragen zahlreiche kurze Sensillen (Sensilla Chaetica). Der Kopf trägt keine biolumineszenten Bereiche. Die Extremitäten sind kurz, massiv und mit kräftigen Spornen versehen. Die Hüften (Coxen) tragen ventral zahlreiche Sensillen, hinten lange Setae und an den Berührungsstellen mit der jeweils angrenzenden Hüfte dichte, kleine Chaetica. Alle Schenkelringe (Trochanter) sind sehr groß und haben mittig einen deutlich abgetrennten Bereich, sowie hinten Setae. Die Schenkel (Femora) haben seitlich zahlreiche lange, feine Setae und einen sehr kurzen, aber kräftigen Sporn am Ende. Die Schienen (Tibien) sind stark mit sehr kräftigen, bis zu 1,3 Millimeter langen Spornen versehen. Die Tarsen sind kräftig. Der Basitarsus und die Klaue sind lang, die übrigen drei Glieder sind kurz. Pulvilli sind deutlich ausgebildet und durchsichtig. Sie fluoreszieren und können vermutlich auch aktiv leuchten.

## Lebensweise
Die Lebensweise der Art ist unbekannt.

## Taxonomie und Systematik
Die Art wurde von Vršanský, Fritzsche und Chorvát im Jahr 2012 anhand eines von William Clarke-Macintyre in Baños, Provinz Tungurahua (Ecuador), am 5. Mai 1939 gesammelten Exemplars erstbeschrieben. Der Holotyp befindet sich im Natural History Museum in Washington, D.C. Das Artepitheton luckae leitet sich vom Spitznamen „Lucka“ der Tochter Lucia von Peter Vršanský, einem der Erstbeschreiber ab.

## Belege
1. 1 2 3 4 5  Peter Vršanský, Dušan Chorvát, Ingo Fritzsche, Miroslav Hain, Robert Ševčík: Light-mimicking cockroaches indicate Tertiary origin of recent terrestrial luminescence. In: Naturwissenschaften. 99 (9), 2012, S. 739–749, doi:10.1007/s00114-012-0956-7.